# 에틴의 구애

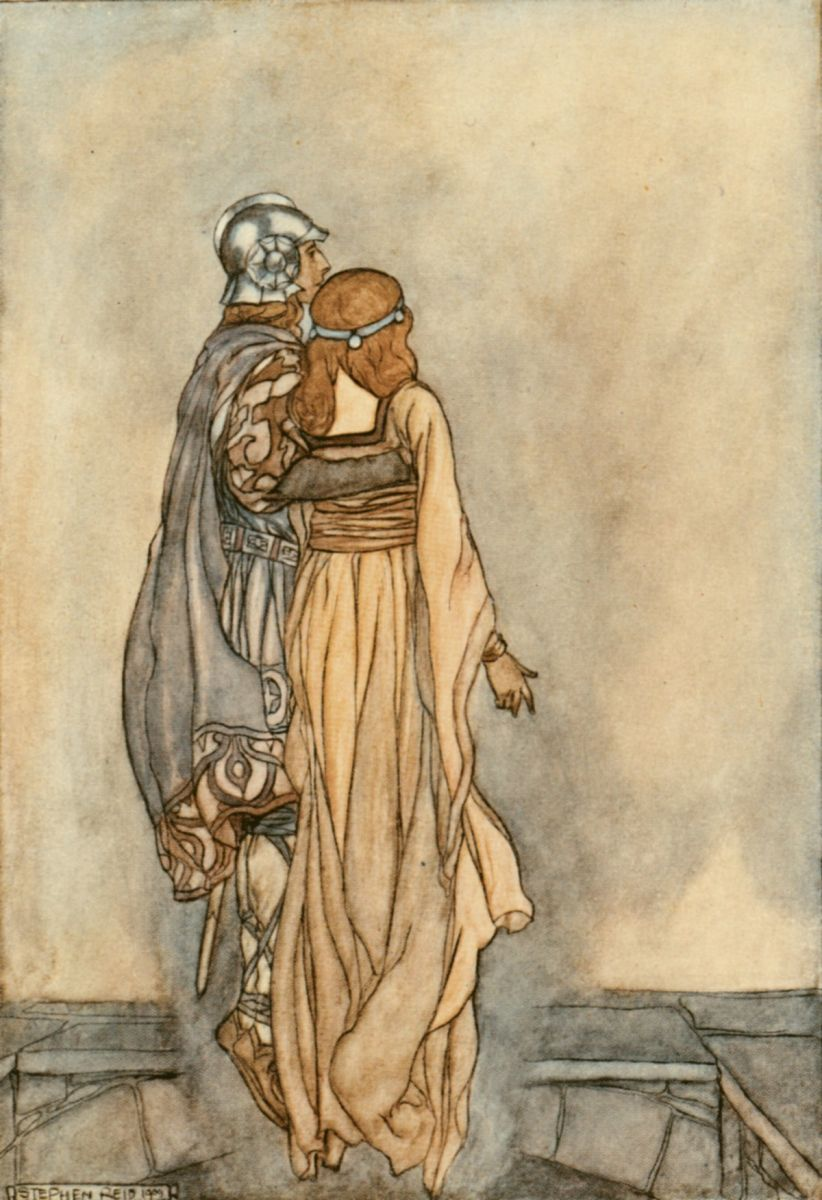
스티븐 레이드가 그린 에틴과 미디르.

「에틴의 구애」(아일랜드어: Tochmarc Étaíne, TÉ)는 아일랜드 신화의 이야기들 중 가장 오래된 것들 중 하나다. 투어허 데 다넌이 등장하는 점에서 신화 대계, 시간적 배경상으로 얼스터 대계, 아르드리 오후 아럼이 등장한다는 점에서 열왕 대계에 동시에 걸린다. 1106년경의 필사본인 『회갈색 암소의 서』에 일부가, 1401년경 필사본인 『라칸의 황색서』에 전체 내용이 보존되어 있다.  기록된 문법을 보아 8세기에서 9세기 사이에 문자로 채록되었을 것으로 추측된다.
그 내용은 아름다운 울라인 여인 에틴이 투어허 데 다넌의 옹구스·미디르 형제와 얽히는 삶과 사랑의 이야기다. 중세 영어 이야기 「시르 오르페오」가 이 이야기를 번안한 것이라는 설이 있다.

## 줄거리
딱히 근거는 없지만, 오스본 버긴과 리처드 어빈 베스트는 「에틴의 구애」를 TÉ I(1-10절), TÉ II(11-14절), TÉ III(14-26절)로 나누었다.
TÉ I
투어허 데 다넌 중 가장 권세높은 다그다가 자기 궁내관 엘크와르의 처 보안과 불륜하여 옹구스를 낳았다. 옹구스는 다그다의 다른 아들, 즉 이복형 미디르에게 맡겨져 길러졌다. 장성한 옹구스는 엘크와르를 속여 브루 너 보너를 자기 것으로 뜯어냈다.
미디르는 옹구스를 방문했다가, 브루 너 보너 근방에서 놀던 아이들이 던진 호랑가시나무 가지에 찔려 눈이 먼다. 의사 디안 케크트에게 치료를 받은 뒤 미디르는 옹구스에게 피해보상을 요구하는데, 요구한 것들 중 "에린에서 가장 아름다은 여인의 손"도 있었다. 그 여인은 울라 국왕 알릴의 딸 에틴이었다. 에틴을 미디르와 짝지어주기 위해 옹구스는 알릴이 주는 다양한 임무들을 수행한다. 동생의 수고로 미디르는 에틴을 아내로 얻는다.
그러나 미디르의 본처 품너크는 질투에 사로잡혀 에틴을 물웅덩이로 만들어 버렸다. 물웅덩이가 증발하자 아름다운 보라색 날벌레가 되었다. 미디르는 벌레가 에틴임을 알아보았고, 에틴은 벌레인 채 미디르가 가는 곳을 어디든 따라다녔다. 품너크는 폭풍을 소환해 벌레를 날려 버리고, 에틴은 7년을 표류한 끝에 탈진한 상태로 옹구스의 옷에 떨어지게 된다. 옹구스는 수정으로 통을 만들어 에틴이 회복할 때까지 그 안에 머물게 하면서 통을 지니고 다녔다. 품너크가 다시 폭풍을 소환해 에틴은 옹구스와도 헤어지고, 다시 7년을 더 표류한 끝에 울라의 전사 에타르(Étar)의 아내의 손에 들린 금잔 속에 빠지게 된다. 에타르의 아내는 벌레째로 잔을 들이켰고, 곧 임신하였다. 이로써 에틴은 환생했는데, 전생에 태어났을 때로부터 1,012년 뒤였고, 이 때 울라 국왕은 콘코바르 막 네사였다.
한편 품너크는 옹구스에게 목이 잘렸다.
TÉ II
아르드리 오후 아럼은 아내를 구하고 있었다. 각지의 소왕들이 왕비 없는 왕에게는 복종하지 않기 때문에 오후는 절박했다. 그는 전령들을 보내 에린에서 가장 아름다운 여자를 찾으라고 했고, 환생한 에틴이 왕비감으로 뽑혀왔다. 오후는 에틴에게 반하여 그를 왕비로 삼았다. 그런데 오후의 동생 알릴도 형수 에틴에게 반했고, 이루어질 수 없는 사랑에 상사병이 났다.
오후가 에린 땅을 돌아보러 수도 타라를 떠나 있는 동안, 에틴은 죽어가는 알릴과 함께 수도를 지켰다. 알릴은 에틴에게 자기가 왜 죽을 병이 났는지 고백한다. 그리고 에틴이 자신에게 말을 걸어주면 나을 것이라고 한다. 에틴이 알릴이 나았으면 좋겠다고 말하자 좀 차도가 생겼다. 그러나 언덕 위의 집에서 에틴이 자신과 만나주어야 완전히 낫겠다고 말한다. 다른 집에서 밀회해야 하는 이유는 왕의 전각에서 밀회하면 그들의 남편이자 형인 왕의 위엄을 실추시키기 때문이다. 에틴은 알릴과 세 번 밀회해 주기로 약속한다. 하지만 그때마다 미디르가 알릴을 잠재우고 알릴로 둔갑해 에틴과 밀회한다.
세 번째 밀회 때 미디르는 둔갑을 벗어던지고 자신의 정체와 에틴의 정체를 말해준다. 하지만 에틴은 미디르를 기억하지 못한다. 설득 끝에 에틴은 오후가 이혼해 준다면 미디르를 따라가겠다고 약속한다.
TÉ III
알릴의 병이 낫고 오후가 수도로 돌아온 뒤, 미디르가 타라로 와서 오후에게 피드헬을 도전한다. 둘은 매 판마다 판돈을 올려가며 판을 거듭한다. 오후가 계속 이기고, 미디르가 계속 진다. 마침내 미디르가 에틴의 포옹과 입맞춤을 걸고 하자고 제안하고, 이긴다. 오후는 미디르에게 1년 뒤에 대가를 받으러 오라고 말한 뒤, 부하 전사들 중 최정예를 타라에 모아 미디르의 방문에 대비한다. 하지만 미디르는 오후의 전각 안에 나타난다. 오후는 미디르가 에틴을 포옹해도 좋다고 허락한다. 미디르가 에틴을 포옹하자, 두 사람은 두둥실 떠올라 천장의 채광창으로 나가더니 백조로 변해 날아가 버렸다.
오후는 에린의 모든 시(고분)들을 파헤쳐 에틴을 찾으라고 명한다. 브리 레흐의 미디르의 시가 파헤쳐질 차례가 되자 미디르가 나타나 에틴을 돌려주겠다고 한다. 대신 조건으로 에틴과 똑같이 생긴 여자 50명을 모아놓고 그 중에 에틴을 찾아가라고 한다. 오후는 한 명을 골라 수도로 돌아간다. 오후가 데려간 여자는 임신을 해서 딸을 낳았다. 그 뒤 미디르가 나타나 에틴은 미디르가 데리고 갔을 때 오후의 딸을 임신한 상태였고, 오후가 50명 중에서 골라간 여자는 에틴이 미디르의 집에서 낳은 오후의 딸이었다고 밝힌다. 수치심에 사로잡힌 오후는 근친상간으로 태어난 자신의 딸이자 외손녀를 내다 버린다. 하지만 양치기 부부가 아기를 발견해 거두어 길렀고, 이 아기 메스 부할라는 나중에 자라서 오후의 다음 아르드리 에테르스켈과 결혼해 코나러 모르를 낳았다. 오후는 미디르의 손자 시그말 켈의 손에 죽는다.